# 中国科学报
《中国科学报》是中華人民共和國创辦時間最早的科技类报纸，由中国科学院主管，中国科学院、中国工程院、国家自然科学基金委员会和中国科学技术协会主办，中国科学报社出版，創刊於1959年1月1日，當時名為《科学报》。1989年1月1日更名为《中国科学报》。1999年1月1日更名为《科学时报》，2012年1月1日恢復舊名《中国科学报》。